# 古兰库尔
古兰库尔（法語：Gouraincourt，法語發音：[ɡuʁɛ̃kuʁ]）是法国默兹省的一个市镇，位于该省东北部，属于凡尔登区。

## 地理
古兰库尔（49°17'38"N, 5°39'47"E）面积5.45 平方千米，位于法国大東部大區默兹省，该省份为法国西北部内陆省份，北与比利时接壤，西接马恩省和阿登省，南至上马恩省和孚日省，东临默尔特-摩泽尔省。
与古兰库尔接壤的市镇（或旧市镇、城区）包括：栋雷米拉卡讷、埃通、瑟农、斯潘库尔、沃东库尔。

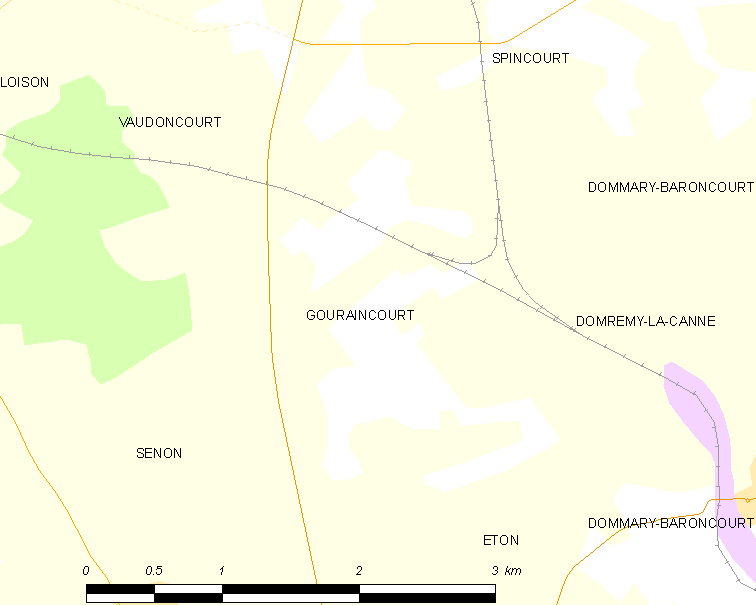
古兰库尔的OSM定位图

古兰库尔的时区为UTC+01:00、UTC+02:00（夏令时）。

## 行政
古兰库尔的邮政编码为55230，INSEE市镇编码为55216。

## 政治
古兰库尔所属的省级选区为布利尼县。

## 人口

1962-2008年间古兰库尔人口变化图示

古兰库尔于2022年1月1日时的人口数量为70人。